# Yossi Harel
Yossi Harel (יוסי הראל; Jerusalén, 4 de enero de 1918-Tel Aviv, 26 de abril de 2008) fue el comandante del SS Exodus, el barco que llevó más de 4500 inmigrantes judíos de Francia al Mandato británico de Palestina el 11 de julio de 1947.

## Biografía
Yossi Hamburger (posteriormente Harel) y su hermano gemelo, Natan, nacieron en Jerusalén como hijos de Moshe y Batya Hamburger. Era la sexta generación de jerosolimitanos en su familia. Estudió en la escuela Tachkemoni y de adolescente trabajaba en una cantera y colocaba cables telegráficos para la oficina de correos. A los quince años, se unió al Haganá.
Harel luchó bajo el mando de Orde Wingate. Entre 1945 y 1948, desempeñó un papel destacado en inmigración clandestina de judíos al yishuv, al mando de cuatro barcos de la Aliyá Bet: el Knesset Israel, el Exodus 1947, el Atzma'ut y el Kibbutz Galuyot. Tras la creación del Estado de Israel, Harel estudió ingeniería mecánica en el MIT, Massachusetts (Estados Unidos). Justo antes de terminar sus estudios, Moshé Dayán, entonces jefe de Estado Mayor, lo llamó a volver a Israel para investigar el Asunto Lavon y lo nombró jefe de la Unidad 131, una unidad de inteligencia de las Fuerzas de Defensa de Israel.
El primer matrimonio de Harel fue con Esther Vaisch, con la que tuvo una hija, Nurit. En 1951 se casó con Julie Berez, con la que tuvo dos hijos, Sharon y David. Su hija, Sharon Harel, fue la tercera esposa del empresario británico Ronald Mourad Cohen.
Harel murió de un ataque cardíaco en Tel Aviv el 26 de abril de 2008, a los 90 años. Fue enterrado en el Kibutz Sdot Yam, cerca de Cesarea.

## Legado
Harel es el protagonista de una biografía en hebreo de Yoram Kaniuk, Éxodo: La odisea de un comandante (1999), que ha sido traducida a muchos idiomas. Obtuvo la fama después de la presentación de la película de Otto Preminger de 1960, Éxodo, basada en los hechos verídicos llevados a la literatura por Leon Uris en la novela homónima de 1958. Su personaje en la novela, Ari Ben Canaan, fue encarnado por Paul Newman.
En 2007, el Gobierno de Italia otorgó a Harel el premio Éxodo, que se otorga anualmente a personas que promueven la paz y el humanitarismo en La Spezia, Italia, donde se llevaron a cabo trabaos de restauración del barco «Éxodo 1947».